# Eppelborn
Eppelborn è un comune tedesco di 16 465 abitanti, situato nel land della Saarland.
Il territorio comunale comprende le seguenti località:
- Bubach-Calmesweiler
- Dirmingen
- Eppelborn
- Habach
- Hierscheid
- Humes
- Macherbach
- Wiesbach